# Auto Union

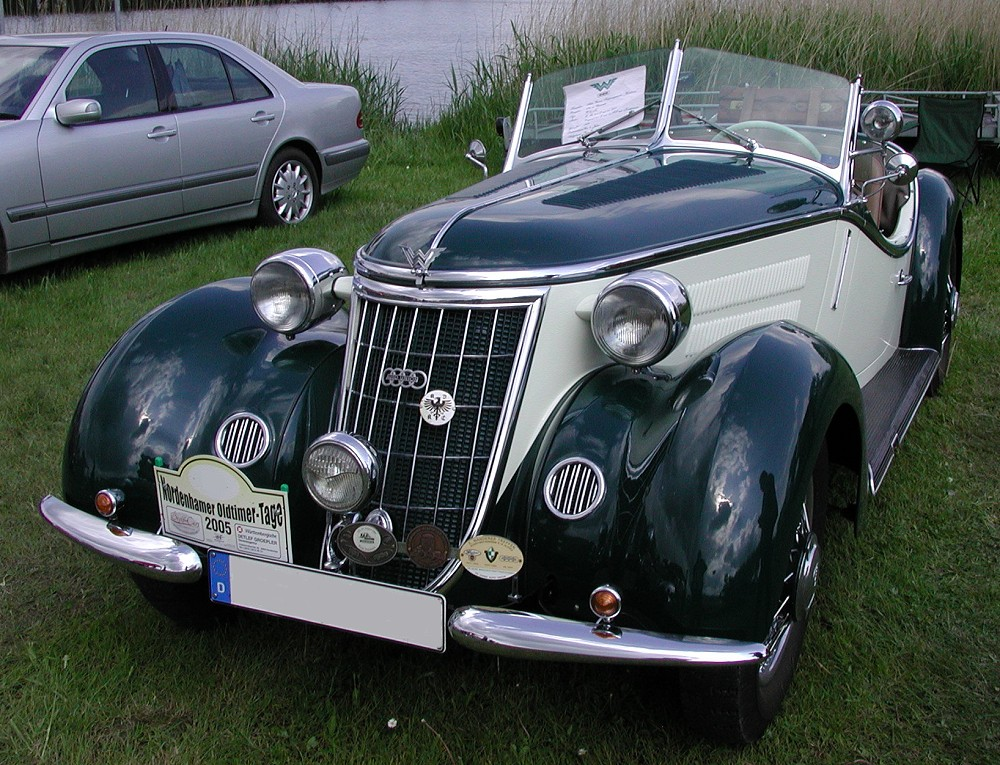
Auto Union Wanderer W25K

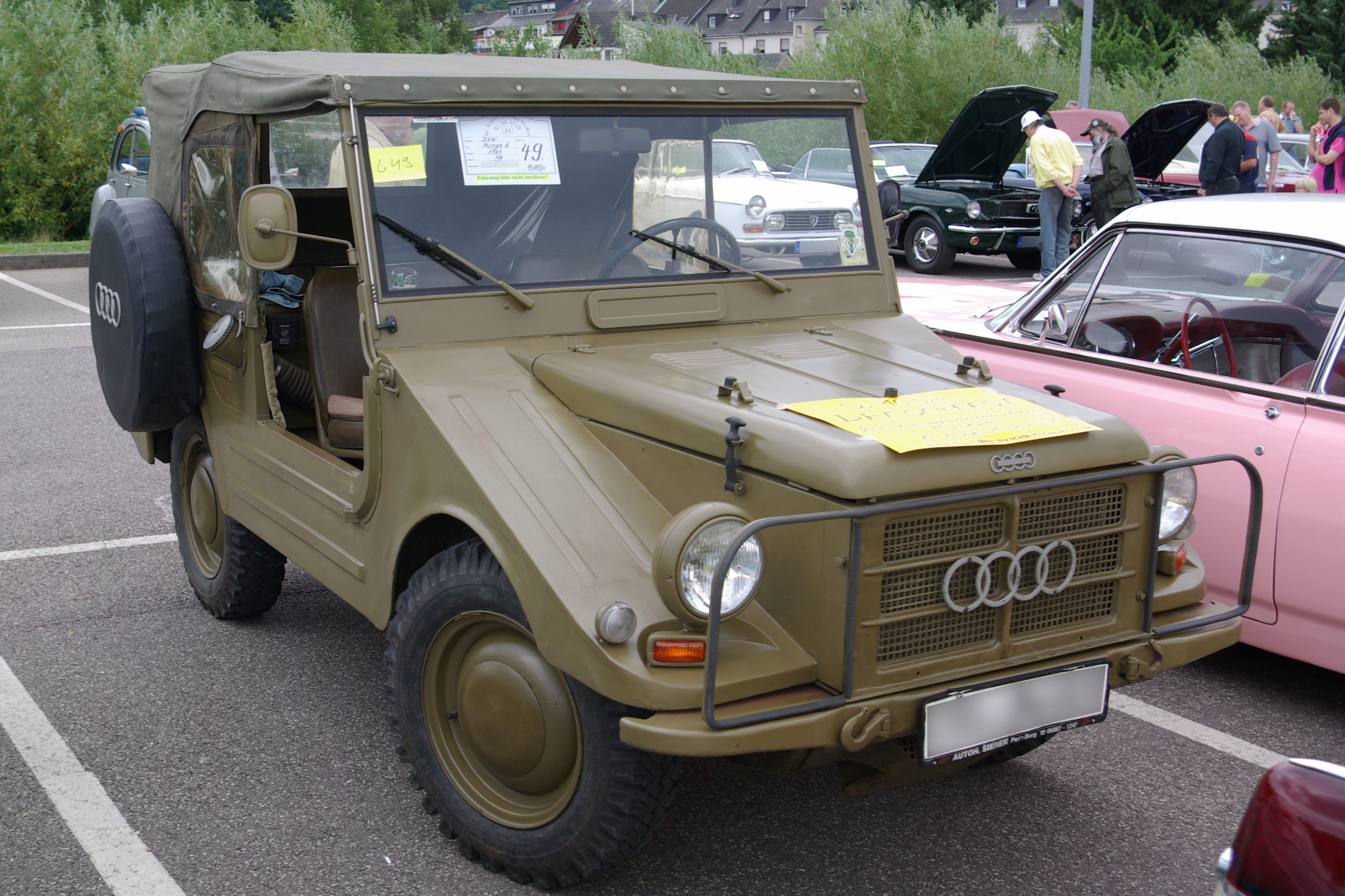
Auto Union Munga

Auto Union – spółka powstała w 1932 r. przez połączenie czterech niemieckich producentów samochodów: Audi, DKW, Horch i Wanderer, które połączyły siły w związku z czasem kryzysu w latach trzydziestych XX wieku. Koła w logo symbolizują każdą z czterech firm wchodzących w skład spółki. Spółka ta miała siedzibę w Zwickau w Saksonii. W Niemczech Zachodnich istniała pod tą nazwą do 1965 roku. Na bazie zakładu w Zwickau w NRD powstała firma VEB Sachsenring Automobilwerke Zwickau produkująca m.in. samochody Trabant.
Zrzeszenie Auto Union GmbH zorganizował Richard Bruhn. Początkowo siedziba znajdowała się w Düsseldorfie, z czasem została przeniesiona do Ingolstadt. W 1932 r. Auto Union zlecił Ferdinandowi Porsche zaprojektowanie samochodu wyścigowego, który nawiązałby walkę z Mercedesem. W 1933 roku powstał Auto Union P-Wagen, pierwszy samochód z centralnie położonym silnikiem. Silnik miał 12 bądź 16 cylindrów i początkowo osiągał moc 220 KM, a po przekonstruowaniu 300 KM. Stosowano w nim sprężarkę doładowującą. Silnik był zblokowany z mechanizmem różnicowym i skrzynią biegów umiejscowioną po drugiej stronie tylnego mostu. W latach 1933–1934 w modelu P-Wagen zastosowano m.in. niezależne zawieszenie na drążkach skrętnych. W marcu 1934 Hans Stuck von Villiez, kierując pojazdem Auto Union P-Wagen, pobił na berlińskim torze AVUS rekord w jeździe godzinnej osiągając średnią prędkość 216,7 km/h. Wyścigowy model P-Wagen był budowany w zakładach firmy Horch w Zwickau.
W czasie II wojny światowej w zakładach Auto Union produkowano sprzęt wojskowy. Pod koniec wojny zostały one zbombardowane przez lotnictwo amerykańskie.
Po wojnie pod nazwą Auto Union wytwarzano samochody osobowe zaprojektowane przez firmę DKW oraz samochody osobowo-terenowe Auto Union Munga używane m.in. przez Bundeswehrę. W 1958 roku spółka Auto Union GmbH została przejęta przez koncern Daimler-Benz AG. Na początku 1965 roku spółka została odsprzedana koncernowi Volkswagen AG. Nazwę spółki zmieniono na Audi Auto Union GmbH. Do 1968 roku produkowano jeszcze pod marką Auto Union wojskowe modele Munga.
Logo Auto Union (cztery przeplatające się pierścienie) jest do dzisiaj używane przez firmę Audi AG.